# Varney Sando
Varney Sando (Monrovia, 5 de mayo de 1995) es un futbolista liberiano que juega en la demarcación de delantero para el Accra Great Olympics FC de la Primera División de Liberia.

## Selección nacional
Hizo su debut con la selección de fútbol de Liberia el 7 de noviembre de 2019 en un encuentro amistoso contra Egipto que finalizó con un resultado de 1-0 a favor del combinado egipcio tras el gol de Hamdy Fathy.

## Clubes
| Club                    | País    | Año       | Partidos | Goles |
| ----------------------- | ------- | --------- | -------- | ----- |
| Sime Darby FC           | Malasia | 2010-2014 |          |       |
| Emmanuel Stars FC       | Ghana   | 2015      |          |       |
| FC Tanga                | Ghana   | 2016      |          |       |
| LISCR FC                | Liberia | 2017-2019 |          |       |
| LPRC Oilers             | Liberia | 2019-2020 |          |       |
| Karela United FC        | Ghana   | 2020-2022 | 8        | 1     |
| Accra Great Olympics FC | Ghana   | 2022-2023 | 9        | 1     |
| Watanga FC (cedido)     | Liberia | 2023      | 4        | 3     |
| Accra Great Olympics FC | Ghana   | 2023-     |          |       |